# Anatolios van Alexandrië
Anatolios van Alexandrië, ook bekend als Anatolius van Laodicea (omstreeks 220 - 283), was een groot geleerde en docent, onder meer in aristotelische filosofie, in Alexandrië (Egypte). Hij schreef onder andere neopythagoreïsch (numerologisch) werk, van gelijke aard als die van de wiskunde van Theon van Smyrna (omstreeks 130 n.Chr.).
In AD 268 werd Anatolius bisschop van Laodicea in Syrië. Hij was ook een groot computist, i.e. beoefenaar van de computus paschalis (dit is Latijn voor het berekenen van de datum van Paaszondag zoals dat werd gedaan in de middeleeuwen en daarvoor). Omstreeks AD 260 vond hij de allereerste metonische 19-jarige maancyclus (niet te verwarren met de metonische cyclus, waarvan het een toepassing is) uit. Daarom kan hij beschouwd worden als de grondlegger van de nieuwe Alexandrijnse computus die een halve eeuw later met de daadwerkelijke constructie van de tweede versie van de metonische 19-jarige maancyclus begon en uiteindelijk in heel de christelijke wereld de overhand zou krijgen, totdat in het jaar 1582 de juliaanse kalender door de gregoriaanse kalender werd vervangen. Het zeventien eeuwen oude enigma van zijn 19-jarige Paascyclus (niet te verwarren met de Paascyclus van de Oosters Orthodoxe Kerk) werd recentelijk volledig opgelost door de Ierse geleerden Daniel P. Mc Carthy en Aidan Breen. Deze beroemde 19-jarige Paascyclus is behouden gebleven in zeven verschillende volledige middeleeuwse handschriften van de Latijnse tekst De ratione paschali. Tussen Anatolius’ 19-jarige maancyclus (rond AD 260) en de klassieke (Alexandrijnse) 19-jarige maancyclus, zijnde de door Annianus voorgestelde (omstreeks AD 412) en door Cyrillus geadopteerde (omstreeks AD 425) variant van Theophilus’ 19-jarige maancyclus, bestaat een kloof van 2 dagen die dateert van voor het eerste concilie van Nicaea (AD 325); het is de juliaanse versie van Annianus’ 19-jarige maancyclus die we terugzien in Dionysius Exiguus’ Paastabel en in de Paastabel van Beda Venerabilis.
Anatolius wordt als heilige erkend door zowel de Oosters-orthodoxe als de Rooms-Katholieke Kerk. Zijn feestdag wordt, net als die van zijn naamgenoot H. Anatolius van Constantinopel, gevierd op 3 juli.

## Verwijzingen
1. ↑  Irby-Massie en Keyser (2001) 43
2. ↑  Mc Carthy & Breen (2003) 18
3. 1 2  Declercq (2000) 65-66
4. ↑  Mc Carthy & Breen (2003) 15-143
5. ↑  Mc Carthy & Breen (2003) 25-43
6. ↑  Zuidhoek (2019) 9-72